# Rena (film)
Rena – polski film dramatyczny z 1938 roku, zrealizowany na podstawie powieści Marka Romańskiego.

## Treść
Rena jest pracownicą wielkiego magazynu. Ma chłopaka Janusza, ale jego ojciec nie chce się zgodzić na związek syna z ubogą dziewczyną. Dziewczyna staje się obiektem molestowania przez dyrektora magazynu, który przekupstwem lub groźbami zwolnienia usiłuje ją uwieść. Jakiś czas później dyrektor zostaje zamordowany. Podejrzenie pada na Renę. Ona sama o morderstwo podejrzewa Janusza. Bierze więc winę na siebie, by chronić ukochanego. Janusz, posądzający Renę, także z miłości do niej bierze winę na siebie.

## Obsada
- Stanisława Angel-Engelówna – Rena Łaska
- Mieczysław Cybulski – Janusz
- Kazimierz Junosza-Stępowski – prokurator Garda
- Tekla Trapszo – matka Reny
- Loda Niemirzanka – Kazia
- Stanisław Sielański – Wąsik
- Józef Węgrzyn – dyrektor Szalski
- Jacek Woszczerowicz – Ryszard Garda